# Parepione lapidea
Parepione lapidea är en fjärilsart som beskrevs av Butler 1881. Parepione lapidea ingår i släktet Parepione och familjen mätare. Inga underarter finns listade i Catalogue of Life.